# أنتوني (أوت دو سين)
أنتوني هي بلدة تقع جنوب مدينة باريس حيث تبعد 11.3 كم عن مركز مدينة باريس.